# .qa
.qa je vrhovna internetska domena (country code top-level domain - ccTLD) za Katar. Domenom upravlja Internet Qatar.

## Vanjske poveznice
- IANA .qa whois informacija  Arhivirana inačica izvorne stranice od 29. lipnja 2006. (Wayback Machine)